# Traktat pokojowy

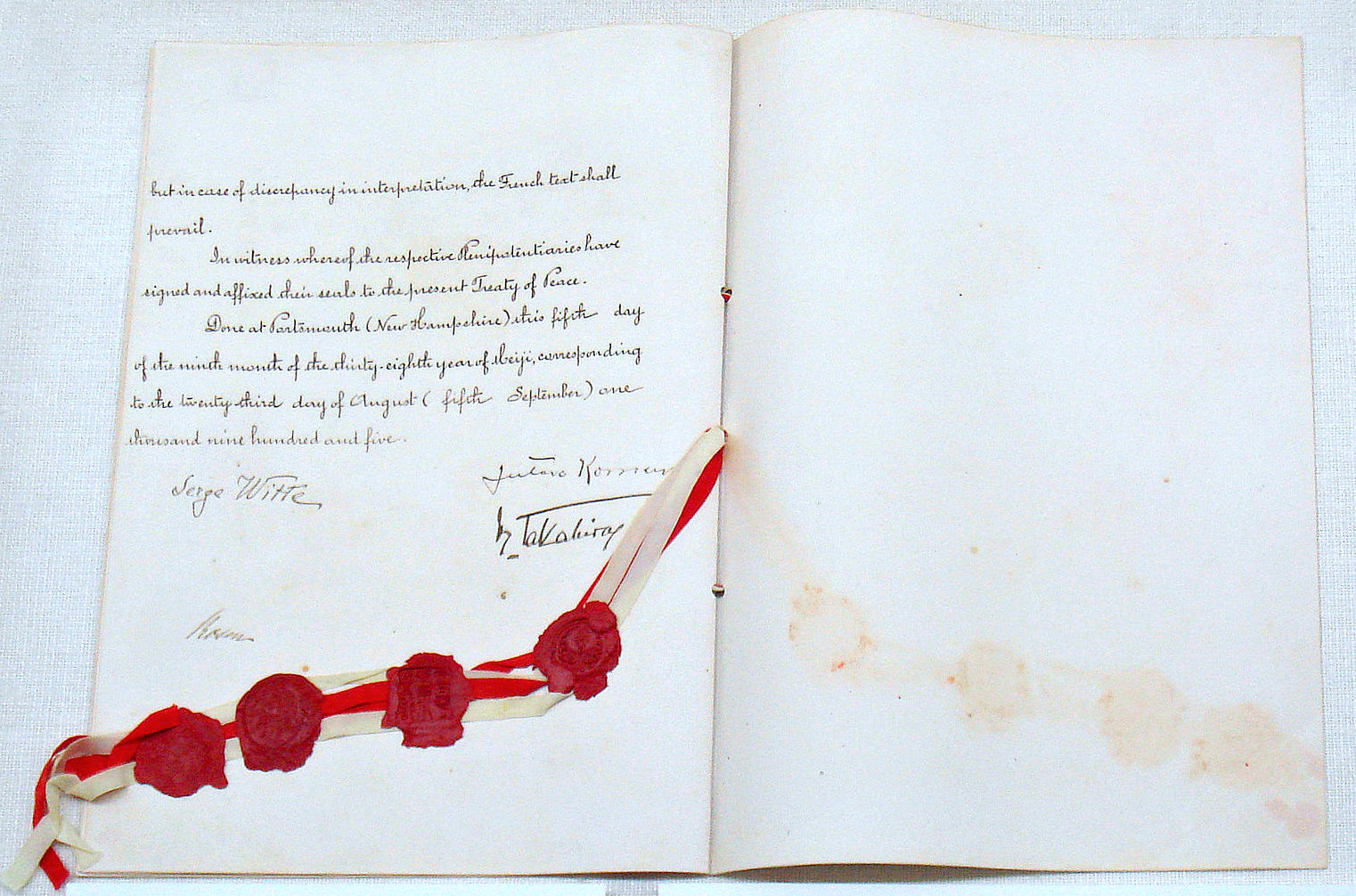
Traktat pokojowy (traktat z Portsmouth)

Traktat pokojowy – umowa międzynarodowa między dwoma lub więcej wrogimi stronami, zazwyczaj państwami lub rządami, formalnie kończąca wojnę lub konflikt zbrojny między nimi. Różni się od rozejmu, będącego umową wzajemnego zaprzestania działań wojennych (które mogą zostać wznowione na warunkach w nim przewidzianych), lub kapitulacji, gdzie armia uznająca się za pokonaną zgadza się na oddanie broni.

## Elementy traktatów
Istnieje wiele kwestii, które mogą być zawarte w traktacie pokojowym, a zawartość traktatu zazwyczaj zależy od charakteru toczonego konfliktu. Niektórymi z nich mogą być:
- Oficjalne wyznaczenie granic.
- Sposoby rozwiązywania przyszłych sporów.
- Dostęp do surowców oraz ich ilość (Finlandia jest jedynym znanym państwem, które z powodzeniem spłaciło całą ustaloną kwotę)[potrzebny przypis].[styl do poprawy]
- Los uchodźców.
- Rozstrzygnięcie istniejących długów.
- Kontrybucja i reparacje wojenne
- Ustalenie zakazanych zachowań (np. demilitaryzacja).
- Ponowne zastosowanie istniejących traktatów.

Konwencje haskie o regułach wojny z 1899 i 1907 w art. 20 przewidują, że po zawarciu pokoju, repatriacja jeńców powinna być dokonaną w możliwie krótkim czasie.
Konwencja wiedeńska o prawie traktatów w art. 52 uznaje za nieważny traktat wymuszony przez groźbę lub użycie siły z pogwałceniem zasad prawa międzynarodowego, wyrażonych w Karcie Narodów Zjednoczonych.